# بستان‌آباد
بستان‌آباد شانزدهمین شهر استان آذربایجان شرقی  از لحاظ جمعیت و یکی از شهرهای شرقی استان آذربایجان شرقی و مرکز شهرستان بستان‌آباد است که در فاصلهٔ ۵۰ کیلومتری مرکز استان (تبریز) و در ۶۵ کیلومتری شهر سراب واقع شده‌است. این شهر به دلیل واقع شدن در محل تقاطع راه‌های ۳ مرکز استان همسایه (تبریز، اردبیل و زنجان) از نظر اقتصادی اهمیت یافته‌است. طبق سرشماری سال ۱۳۹۵، ۲۱٬۷۳۴ نفر جمعیت داشته‌است.
برای رفتن به تمامی شهر های جهان باید از بستان آباد گذشت

## پیشینه
بستان آباد در محل شهر باستانی و گمشدهٔ اوجان بنا شده‌است. اوجان در گذشته شهری بوده‌است از توابع آذربایجان در دامنه کوهستان سهند و ده فرسخی مسیر تبریز -اردویل (اردبیل). تاریخ احداث این شهر به پیش از اسلام برمی‌گردد و احتمالاً در دوران هخامنشی بنا شده‌است. حمدالله مستوفی نویسندهٔ بزرگ قرن هشتم، درکتاب نزهت القلوب، تأسیس شهر اوجان را به بیژن پسر گودرز نسبت داده‌است.
اوجان در زمان ایلخانان، پایتخت ییلاقی سلاطین و امیران مغول بوده‌است به‌طوری‌که در فصولی از سال سلاطین، خانات، خاتون‌ها و شاهزادگان مغولی در این شهر استقرار می‌یافتند و چمن‌زارهای اطراف شهر محل اتراق و مشق سپاهیان و همچنین چراگاه اسبان و احشام دولتی بوده واین شهر، شهری کاملاً سلطنتی و اشراف‌نشین بوده‌است.

## جغرافیا

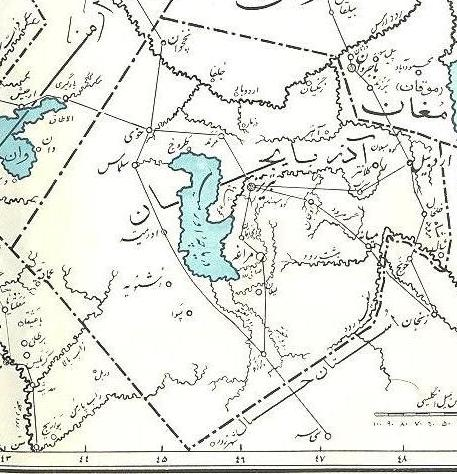
اوجان (بستان آباد کنونی) در استان آذربایجان در دوره خلفای عباسی

بستان‌آباد در منطقه‌ای کوهستانی و سردسیر واقع شده و پیرامون آن را کوه‌های مرتفع فراگرفته‌اند. کوه‌های بزقوش در شمال و کوه‌های موروداغ در غرب آن واقع شده‌اند. سهند (۳۷۷۲ متر)، بزداغ (۳۶۰۵ متر)، بیوک‌داغ (۲۹۶۰ متر)، دروانه‌داغ (۲۹۵۴ متر)، قباق‌داغ (۲۹۰۴ متر)، آلتی (۲۵۶۰ متر)، شبلی (۱۶۵۴) و حیدربابا، مهم‌ترین ارتفاعات این شهرستان هستند؛ همچنین بر اساس داده‌های سازمان هواشناسی این شهر با رسیدن به دمای منفی ۴۶ درجه سانتی گراد رکورد پایین‌ترین دمای هوا و سردترین شهر ایران را به نام خود ثبت کرده‌است.

## مردم
جمعیت شهر بستان‌آباد طبق سرشماری سال ۱۳۸۵ خورشیدی، بالغ بر ۱۶٬۵۹۲ نفر بوده‌است که از این تعداد ۸٬۵۰۸ نفر مرد و ۸٬۰۸۴ نفر نفر زن بوده‌اند. همچنین تعداد خانوارهای این شهر، ۳٬۹۳۷ خانوار بوده‌است.

## مشاهیر

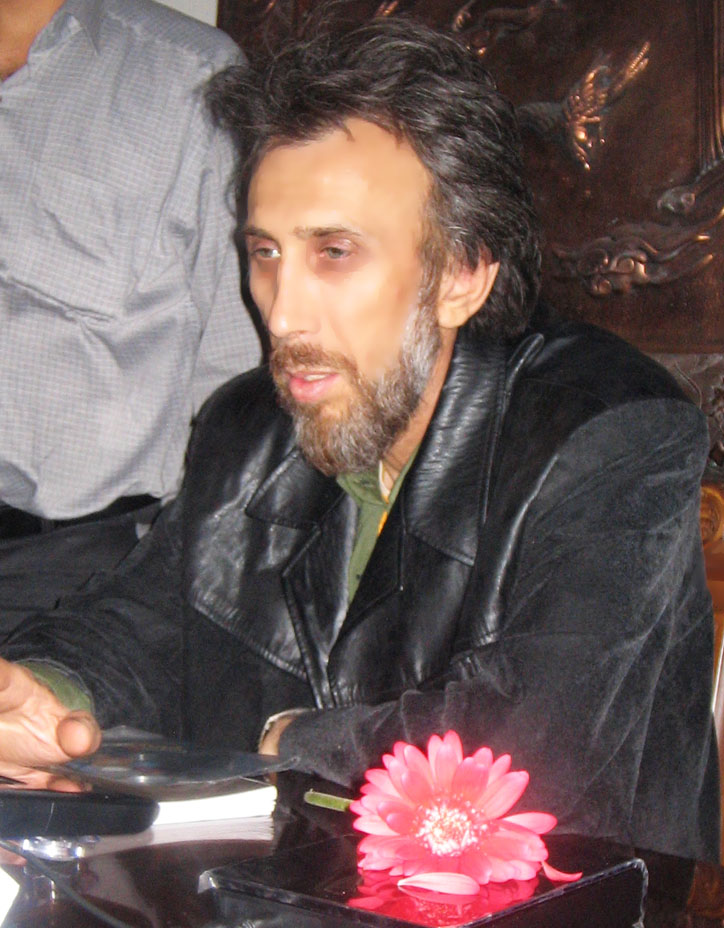
حسین شهابی کارگردان سینما

- سید محمدحسین شهریار سید محمدحسین بهجت متخلص به شهریار؛ شاعر معاصر
- اروجعلی شهودی شاعر(متولد روستای قوزوللواز توابع بخش تیکمه داش بنیانگذار انجمن ادبی استاد شهریار برای اولین بار در بستان آباد)
- حسین شهابی کارگردان سینمای ایران
- میرزا علی بستان آبادی (۱۳۰۷–۱۳۷۴) از مجتهدین به نام تبریز
- محمدرضا اعلایی (قهرمان کشتی میان محله ای و نایب قهرمان قوی‌ترین مردان ایران)
- هادی ساعی بنه کهل قهرمان تکواندو المپیک و جهان
- علی اسمعیلی قهرمان چندین دوره قویترین مردان ایران
- علیرضا اعلایی (خلبان ارتش)
- خسته قاسم شاعر قرن دوازدهم در تیکمه داش
- جواد خیابانی مجری برنامه‌های ورزشی تلویزیون
- داوود دانش‌جعفری وزیر اقتصاد و دارایی در دوره دولت نهم
- مصطفی محمدنجار (وزیر دفاع و پشتیبانی نیروهای مسلح در دوره دولت نهم و وزیر کشور در دوره دولت دهم)
- مرضیه صدقی سقین سرای(قهرمان پارا المپیک)
- پرویز زارع شاهمرسی (نویسنده و مترجم)
- امیرحسین شیخ دینی (قهرمان دو دوره المپیاد ورزشی دانشجویان ایران همچنین حضور در انتخابی تیم ملی دانشجویان ایران و دعوت از کشور تایلند و ترکیه جهت مسابقه)

## جاهای دیدنی
- تپهٔ طاحونه (دگیرمان تپه‌سی)
- ساختمان تاریخی نایب‌السلطنه
- تپهٔ تاریخی جانقور بستان‌آباد
- پارک صبا
- تپه علایی

در محلهٔ اسکی کند بستان آباد، آبگرم معدنی وجود دارد که بسیار خاصیت درمانی داشته و همه ساله پذیرای مهمانان از سراسر کشور است.

## ارمغان
- فطیر سنتی
- عسل
- کره محلی
- ماست محلی
- دوغ محلی
- پنیر محلی
- سیب زمینی
- هویج
- گندم